# Canale da fumo
La normativa tecnica (UNI 10683), nell'ambito della definizione degli elementi che costituiscono il sistema di scarico dei fumi prodotti da un bruciatore, definisce canale da fumo il condotto o elemento di collegamento tra generatore di calore e canna fumaria.
Generalmente è realizzato in metallo (acciaio verniciato o inox, ghisa, ecc).

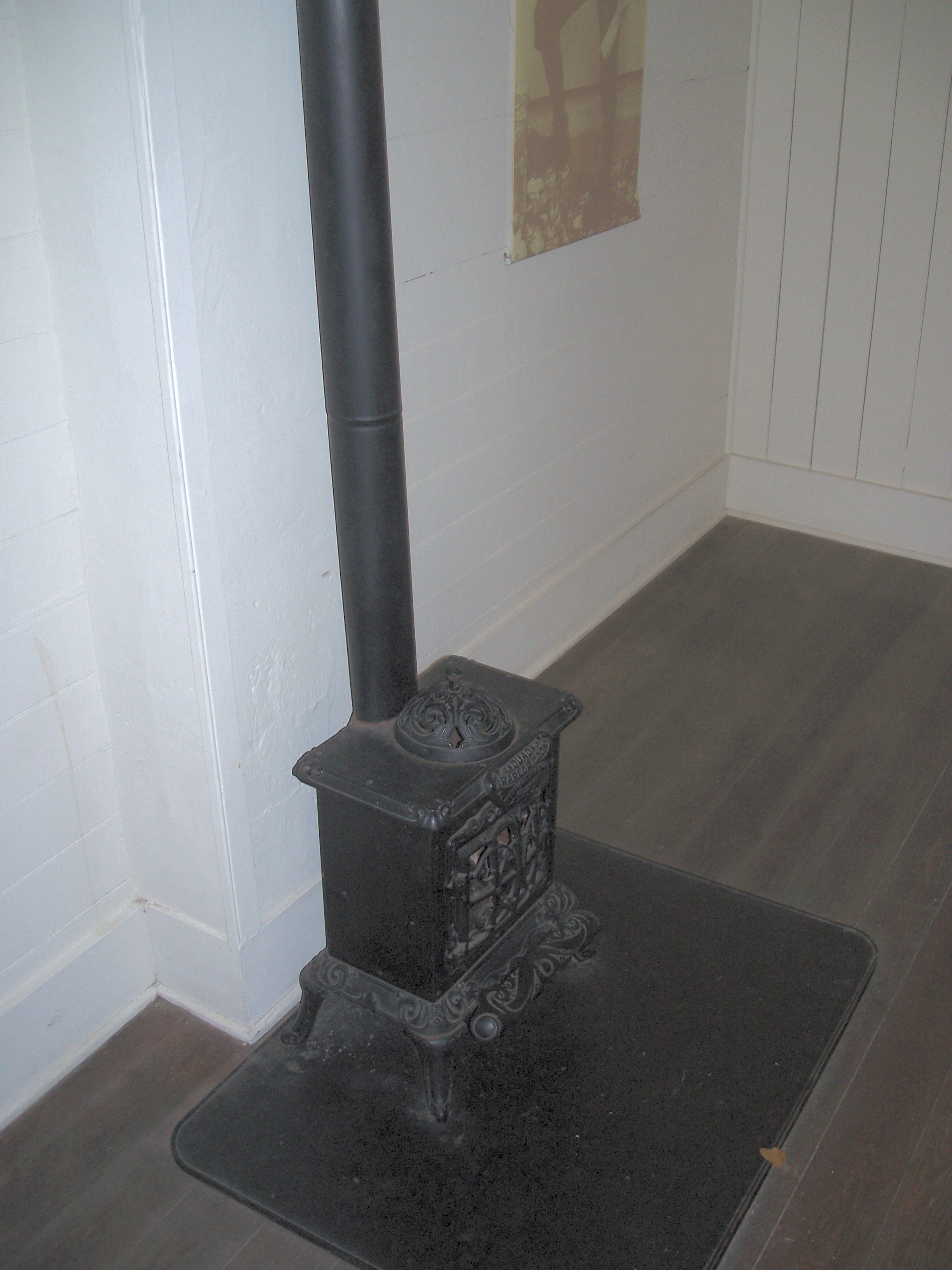
una stufa a legna dotata di canale da fumo

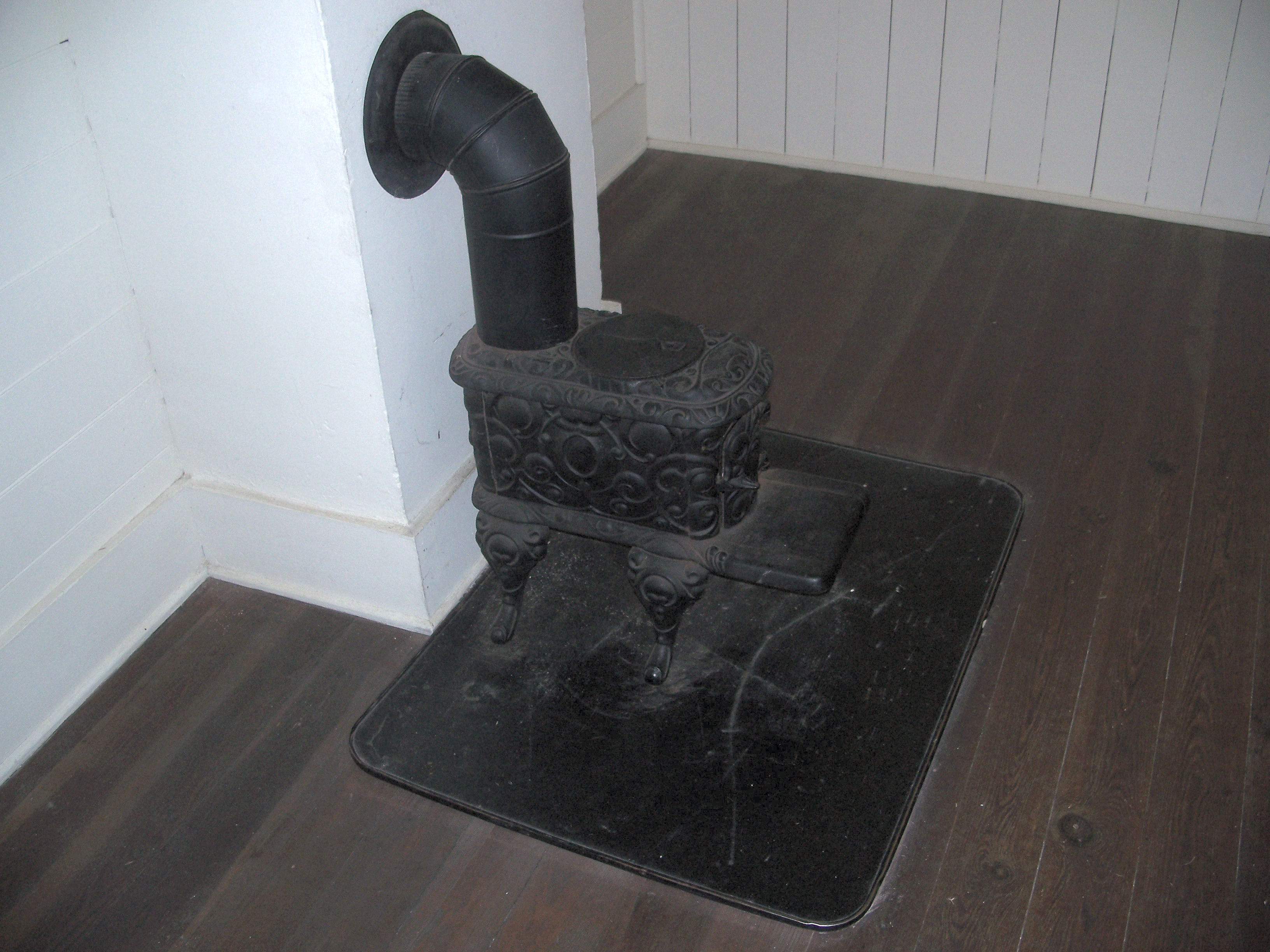
una stufa: il breve canale da fumo si innesta a gomito nella canna fumaria retrostante